# Thomas Wolter
Thomas Wolter (født 4. oktober 1963 i Hamburg, Vesttyskland) er en tysk tidligere fodboldspiller (midtbane/forsvarer).
Wolter spillede hele sin karriere, fra 1984 til 1998, hos Werder Bremen. Han spillede over 300 ligakampe for klubben, og var med til at vinde både to tyske mesterskaber, to DFB-Pokaler samt Pokalvindernes Europa Cup.
Wolter spillede desuden én kamp for Tysklands landshold, en venskabskamp mod Brasilien 16. december 1992.
Efter at have afsluttet sin aktive karriere var Wolter i en årrække træner for Werder Bremens andethold.

## Titler
Bundesligaen
- 1988 og 1993 med Werder Bremen

DFB-Pokal
- 1991 og 1994 med Werder Bremen

DFL-Supercup
- 1988, 1993 og 1994 med Werder Bremen

Pokalvindernes Europa Cup
- 1992 med Werder Bremen